# Casey Kasem
Kemal Amin "Casey" Kasem (Detroit, Michigan, 27 de abril de 1932 - Gig Harbor, Washington, 15 de junho de 2014) foi uma personalidade de rádio, dublador  e ator americano. Também assegurou seu lugar na cultura popular americana por ter sido a voz do personagem Salsicha (Shaggy, no original) do desenho animado Scooby-Doo. Kasem foi graduado na Northwestern High School e Wayne State University.
Kasem fundou o popular American Top 40, franquia de 1970, hospedando-lo a partir de 1970 a 1988 e, em seguida, a partir de 1998 a 2004. Entre 1989 e 1998, ele foi o anfitrião de Casey's Top 40, Casey's Hot 20, e Casey's Countdown. Ele atualmente hospeda quatro programas de rádio semanal sindicato baseado na franquia American Top 40: American Top 20, com Casey Kasem, American Top 10, com Casey Kasem, Casey Kasem's American Top 40: A 70, e Casey Kasem's American Top 40: Os anos 80. Os dois mais tarde são repetições de AT40 à mostra das respectivas décadas.
Além de sua mostra de rádio, Kasem também emprestou a voz a muitos comerciais, fez várias vozes para Sesame Street, foi a voz oficial dos anúncios de identificação da rede de televisão NBC. Também deu sua ao personagem Robin na série animada Batman, e de Salsicha, do desenho animado Scooby-Doo, além de Ontário Mark de Batalha dos Planetas, mais um número de personagens de Transformers, série animada de grande sucesso da década de 1980. Ele também foi a voz de "Out of Sight Retro Night", que ia ao ar na rádio WGN América. Foi adepto do veganismo e ligado a ONG's defensores do direitos dos animais.

## Rádio
Casey Kasem desenvolveu sua imagem a partir de seu trabalho como um discotecário no início dos anos 1960 na rádio KYA em San Francisco e KEWB em Oakland, Califórnia. Sua carreira na rádio começara em meados dos anos 1950, em Detroit, com estação WJBK. Ele também trabalhou em diversas outras estações em todo o país, incluindo WBNY (atual WWWS) em Buffalo, Nova Iorque, e KRLA 1110 em Los Angeles (1963-69), antes de iniciar o show nacional American Top 40 em 4 de julho de 1970.
Kasem foi melhor conhecido como apresentador do programa semanal American Top 40, que ia ao ar em várias emissoras de rádio de 1970 a 1988, e novamente a partir de março de 1998 até 10 de janeiro de 2004, quando Ryan Seacrest tomou seu lugar. Ele organizou um spin-off do programa na TV, chamado America's Top 10 , na década de 1980. Ele foi o anfitrião da curta versão americana de 100 % em 1999. Kasem recebeu uma estrela no Hollywood Walk of Fame em 27 de Abril de 1981, o seu 49º aniversário, e foi induzido a Rádio Hall da Fama, em 1992.
A partir de Janeiro de 1989 a março de 1998 quando ele não estava à frente da American Top 40, foi anfitrião de Casey's Top 40, Casey's Hot 20, e Casey's Countdown sindicado dos Westwood One Radio Networks.
Em agosto de 2006, Sirius Satellite Radio agora fundiu-se com a XM Satellite Radio começou a ventilar recentemente restaurado versões do original americano Top 40 de rádio mostrar partir dos anos 1970 e 1980. Premiere Radio Networks também começou reruns de arejamento AT40 (que data de 1970-1978 e 1980-1988), em Janeiro de 2007.
Conhecido como um perfeccionista no estúdio, há dois conhecidos casos em que Kasem perdeu seu temperamento, devido ao que ele entendida como a produção de erros. O mais famoso incidente foi durante uma longa distância de dedicação envolvendo um falecido cão; a conduzir-nos música se fez sentir-se demasiado up-tempo para o momento, resultando em uma profanação-Laçado declamação. O outro tinha a ver com a explicação sobre a banda de U2, então relativamente desconhecido do público mainstream. Ambos os momentos foram exibidos e saturado em sites como o YouTube. O último incidente foi feito com uma canção pelo grupo de música experimental  Negativland, em 1991, no EP U2.
Ele é conhecido pela sua assinatura sign-off "Manter os pés no chão e manter a chegar para as estrelas."

## Televisão
Kasem foi uma voz importante em desenhos de Hanna-Barbera. Seu papel mais famoso foi a voz de Salsicha na franquia do Scooby Doo, começando com a primeira série ,Scooby Doo, Where Are You!, em 1969. Ele fez um trabalho para muitos outras séries animadas, tais como a voz de Robin, The Boy / Teen Wonder em 1968 Batman cartoons, três episódios de 1970 Sesame Street, e várias versões de SuperFriends, de baterista Groove de The Cattanooga Cats (1969), Alexander Cabot III de Josie and the Pussycats (1970 - 1972), televisão e especiais, tais como Rankin-Bass "Here Comes Peter Cottontail". Kasem também fez muitas vozes para comerciais de televisão para empresas e produtos, como A & P, Chevron, Ford, Red Lobster, Raid, Hoover aspiradores, Joy prato de sabão, Heinz catchup, Sears, Prestone, Continental Airlines, o California Raisin Advisory Board, a National Cancer Institute, e promocionais para a NBC rede de televisão [carece de fontes?]. Ele também desempenhou o voz, de Mark, o norte-americano Ken Washio em nome de Batalha dos Planetas, a primeira versão americana de Gatchaman, assim como Bluestreak, Cliffjumper, Teletraan I e Dr. Arkeville no original 'Transformers Animados.
Kasem também sediou, de 1980 a 1989 e novamente de 1991 a 1992, o sindicato American Top 40 TV spin-off America's Top 10, um semanal de uma hora de videoclipes que mostram que estabelecem contadas as 10 canções nos Estados Unidos.
Inicialmente foi contratado como o narrador do programa de TV Sabão, mas encerrou a série após o piloto, devido ao controverso adulto temas do espetáculo promovido. Rod Roddy substituiu-o no papel do narrador, que se tornou Roddy's Breakout com papel e informações de televisão, anunciando seu primeiro papel.
Para além da voz de ação, Kasem surgiu em câmara na Nick at Nite na Véspera de Ano Novo de 1989 a 1998, contando estabelecimento o início do ano reruns.
Ele foi visto, uma vez também em Late Show com David Letterman realizando uma lista Top Ten - o Top Ten Números 10-1. A contagem dos números foi interrompida, no número 2 para o Kasem a um spoof de sua longa distância dedicada. David Letterman pôde ser ouvido rindo muito alto no fundo.
Além disso, ele tem aparecido em câmera como um co-anfitrião do Jerry Lewis anual do Dia do Trabalho Telethon de Distrofia Muscular Associação desde 1983.
Kasem também fez duas participações especiais na televisão, Salvos pela Bell no início da década de 1990,Quincy, ME no episódio "A Unfriendly Radiance". Kasem também apareceu em um episódio de ALF durante o show da 4ª temporada.
No final dos anos 1970, Kasem retratou um ator que imitava Colombo e que tinha um papel fundamental no Hardy Boys/Nancy Drew Mysteries - parte dois episódio: O Mistério do Fantasma Hollywood Parte I & Parte II. Ele também retratou um comentário de golfe sobre um episódio de Charlie's Angels intitulada "Ganhar é para perdedores", com a então desconhecida atriz Jamie Lee Curtis jogando um dos golfistas.

## Morte
Kasem morreu em 15 de junho de 2014 no Saint Anthony's Hospital em Gig Harbor, Washington após 2 semanas de internação.